# Ґрендзиці (Островський повіт)
Ґрендзиці (пол. Grędzice) — село в Польщі, у гміні Шульбоже-Велькі Островського повіту Мазовецького воєводства.
Населення — 187 осіб (2011).
У 1975—1998 роках село належало до Ломжинського воєводства.

## Демографія
Демографічна структура станом на 31 березня 2011 року:
|          | Загалом | Допрацездатний вік | Працездатний вік | Постпрацездатний вік |
| -------- | ------- | ------------------ | ---------------- | -------------------- |
| Чоловіки | 107     | 18                 | 75               | 14                   |
| Жінки    | 80      | 14                 | 47               | 19                   |
| Разом    | 187     | 32                 | 122              | 33                   |